# Демковка
Демковка (укр. Демківка) — село в Тростянецком районе Винницкой области Украины.

## История
Население по переписи 2001 года составляло 1248 человек.
Находившийся в селе элеватор был позднее продан американской компании "Bunge".

## Адрес местного совета
24333, Винницкая область, Тростянецкий р-н, с. Александровка, ул. Ленина, 20